# Zersenay Tadese
Zersenay Tadese (auch Zersenay Tadesse geschrieben; * 8. Februar 1982 in Adi Bana) ist ein eritreischer Langstreckenläufer.

## Werdegang
Erst 2002 fing er an, Wettkämpfe zu bestreiten, und hatte schon bald Erfolge sowohl auf der Bahn wie auch im Cross- und im Straßenlauf.
2003 wurde er Neunter bei den Crosslauf-Weltmeisterschaften, Achter im 10.000-Meter-Lauf der Weltmeisterschaften in Paris/Saint-Denis und Siebter bei den Halbmarathon-Weltmeisterschaften in Vilamoura.
2004 belegte er bei den Crosslauf-Weltmeisterschaften den sechsten Platz und siegte beim Grand Prix von Bern (10 Meilen) mit Streckenrekord.

### Olympische Spiele 2004
Bei den Olympischen Spielen in Athen war er der erste Sportler, der für Eritrea eine olympische Medaille gewann, als er über 10.000 Meter lediglich von den beiden Äthiopiern Kenenisa Bekele und Sileshi Sihine geschlagen wurde. Im 5000-Meter-Lauf wurde er Siebter.
2005 holte er Silber bei den Crosslauf-Weltmeisterschaften, musste aber bei den Weltmeisterschaften in Helsinki einen Rückschlag einstecken, als er über 10.000 Meter trotz einer Landesrekordzeit von 27:12,82 min nur Sechster wurde und über 5000 Meter lediglich Platz 14 belegte. In Bestform präsentierte er sich dann beim Great North Run: Auf dem allerdings nicht bestenlistentauglichen Halbmarathon-Kurs stellte er mit 59:05 min einen Streckenrekord auf.
2006 wurde er Vierter bei den Crosslauf-Weltmeisterschaften, stellte mit 12:59,27 min bzw. 26:37,25 min Bestzeiten über 5000 und 10.000 Meter auf, gewann den Great Manchester Run und den Rotterdam-Halbmarathon und errang bei den Straßenlauf-Weltmeisterschaften 2006 in Debrecen über 20 km mit einer Zeit von 56:01 min seinen ersten Weltmeistertitel. Sein zweiter folgte bei den Crosslauf-Weltmeisterschaften 2007 im Mombasa, wo er die seit 2002 andauernde Siegesserie von Kenenisa Bekele beendete.
Bei den Weltmeisterschaften 2007 in Ōsaka sorgte er lange Zeit für ein hohes Tempo, musste sich hier aber Bekele geschlagen geben, der den Sieg errang, während Tadese als Vierter ins Ziel kam. Einem Sieg beim Dam tot Damloop folgte die Titelverteidigung bei den Straßenlauf-Weltmeisterschaften in Udine über die Halbmarathon-Distanz mit seiner persönlichen Bestzeit von 58:59 min.
2008 in Edinburgh und 2009 in Amman wurde er jeweils Dritter bei den Crosslauf-Weltmeisterschaften, und bei den Olympischen Spielen in Peking wurde er Fünfter über 10.000 Meter. Als Sieger der World 10K Bangalore 2008 erzielte er mit 27:51 min die schnellste Zeit auf indischem Boden, und bei den Halbmarathon-Weltmeisterschaften in Rio de Janeiro gewann er als erster Läufer zum dritten Mal Gold.

### Weltmeisterschaften 2009
Bei den Weltmeisterschaften 2009 in Berlin trat er erneut über 10.000 Meter an. Kurz nach der Hälfte setzte er sich an die Spitze und schüttelte mit einer Tempoverschärfung auf den nächsten vier Kilometern alle Konkurrenten ab bis auf Kenenisa Bekele, der kurz nach Beginn der letzten Runde seinerseits zu einem Schlussspurt ansetzte, dem der Eritreer nicht folgen konnte. Zersenay behauptete sich jedoch klar auf dem zweiten Rang und errang in 26:50,12 min die Silbermedaille. Bei den Halbmarathon-Weltmeisterschaften in Birmingham errang er seinen vierten Titel in Folge.
2010 siegte er beim Lissabon-Halbmarathon in der Weltrekordzeit von 58:23 min.

Bei den Halbmarathon-Weltmeisterschaften in Kawarna errang er seinen fünften Titel, beim Great Birmingham Run wurde er Dritter.

Beim London-Marathon konnte er dagegen nicht mit der Spitzengruppe mithalten und wurde Siebter. Im Sommer wiederum zeigte er sich in Bestform und gewann den Giro di Castelbuono. Einer Silbermedaille bei den Halbmarathon-Weltmeisterschaften in Nanning folgte zum Jahresabschluss ein Sieg bei der San Silvestre Vallecana.
2011 verteidigte er seinen Titel in Lissabon, wurde bei den Weltmeisterschaften in Daegu Vierter über 10.000 Meter und siegte beim Porto-Halbmarathon sowie beim São Silvestre de Luanda.
Im Jahr darauf gewann er zum dritten Mal in Folge den Lissabon-Halbmarathon und startete erneut beim London-Marathon, bei dem er trotz persönlicher Bestzeit nur auf den 14. Platz kam.

### Olympische Sommerspiele 2012
Bei den Olympischen Spielen in Peking lief er über 10.000 Meter auf den sechsten Rang.
2013 siegte er im Frühling beim Prag-Halbmarathon und beim Gifu-Seiryū-Halbmarathon. Im Herbst startete er beim Chicago-Marathon, gab jedoch nach der Hälfte des Rennens auf.
Am 6. Mai 2017 startete er zusammen mit Lelisa Desisa und Eliud Kipchoge auf dem Formel-1-Kurs in Monza für „Breaking2“ mit dem Versuch des Laufschuhherstellers Nike, den Marathon in unter zwei Stunden zu laufen. Das Vorhaben scheiterte.
Zersenay Tadese ist 1,60 m groß und hat ein Wettkampfgewicht von 56 kg. Sein jüngerer Bruder Kidane (* 1987) ist ebenfalls als Langstreckenläufer erfolgreich.

## Persönliche Bestzeiten
- 3000 m: 7:39,93 min, 13. Mai 2005, Doha
- 5000 m: 12:59,27 min, 14. Juli 2006, Rom (eritreischer Rekord)
- 10.000 m: 26:37,25 min, 15. August 2006, Brüssel (eritreischer Rekord)
- 10-km-Straßenlauf: 27:24 min, 20. Mai 2007, Manchester (eritreischer Rekord)
- Halbmarathon: 58:23 min, 21. März 2010, Lissabon (bis 28. Oktober 2018)
- Marathon: 2:08:46 h, 16. September 2018, Berlin
- Breaking-2-Marathon: 2:06:51 h, 6. Mai 2017, Monza (Autodromo Nazionale Monza)[28]